# Ozawainella
Ozawainella es un género de foraminífero bentónico de la subfamilia Ozawainellinae, de la familia Ozawainellidae, de la superfamilia Fusulinoidea, del suborden Fusulinina y del orden Fusulinida. Su especie tipo es Fusulinella angulata. Su rango cronoestratigráfico abarca desde el Namuriense (Carbonífero superior) hasta el Pérmico.

## Discusión
Clasificaciones más recientes incluyen Ozawainella en la superfamilia Ozawainelloidea, y en la subclase Fusulinana de la clase Fusulinata.

## Clasificación
Se han descrito numerosas especies de Ozawainella. Entre las especies más interesantes o más conocidas destacan:
- Ozawainella angulata

Un listado completo de las especies descritas en el género Ozawainella puede verse en el siguiente anexo.